# Marisha Triantafyllidou
Marisha Triantafyllidou (griechisch Μαρίσσα Τριανταφυλλίδου, auch bekannt als Marissa Triantafyllidou; * 4. Mai 1975 in Taschkent) ist eine griechische Schauspielerin. Einem breiten internationalen Publikum wurde sie durch ihre Rolle der Merope in Angela Schanelecs Spielfilm Music bekannt. Der Film lief als Weltpremiere im Wettbewerb der Berlinale 2023.

## Leben
Als kommunistische Exilanten und politische Flüchtlinge während des Griechischen Bürgerkriegs ließen sich alle vier von Triantafyllidous Großeltern in Usbekistan nieder. Einer ihrer Großväter war Generalsekretär der griechischen Kommunistischen Partei in Taschkent. Die Familie verlegte ihren Wohnort nach Triantafyllidous Geburt schließlich nach Thessaloniki.
Während ihres Studiums schloss sich Triantafyllidou in Thessaloniki der Theaterkompanie Poupoulo an. Am Nationaltheater Nordgriechenlands machte sie schließlich ihren Abschluss im Fachbereich Schauspiel.
Triantafyllidou ist Mutter von zwei Kindern.

## Karriere
Neben ihrer Tätigkeit als Schauspielerin stammt von Triantafyllidou auch die Idee zum Kurzfilm Out of Frame (Titloi telous) von Yorgos Zois, der 2012 beim Europäischen Filmpreis für den Besten Kurzfilm nominiert war und bei den Filmfestspielen von Venedig 2012 seine Premiere feierte. Im Rahmen der Filmfestspiele erhielt der Film den Preis für den Besten europäischen Kurzfilm.

## Filmografie (Auswahl)
- 2014: Sto Spiti – At Home; Regie: Athanasios Karanikolas
- 2014: Xenia – Eine neue griechische Odyssee; Regie: Panos H. Koutras
- 2018: Her Job; Regie: Nikos Labôt
- 2020: Monday – Die Liebe eines Sommers; Regie: Argyris Papadimitropoulos
- 2022: Dodo; Regie: Panos H. Koutras
- 2023: Music; Regie: Angela Schanelec

## Auszeichnungen
- 2018: Gewinnerin des Preises als Beste Schauspielerin für Her Job beim Thessaloniki International Film Festival[11]
- 2019: Gewinnerin des Preises für die Beste darstellerische Leistung für Her Job beim Los Angeles Greek Film Festival (LAGFF)[12]